# Chocolat suisse

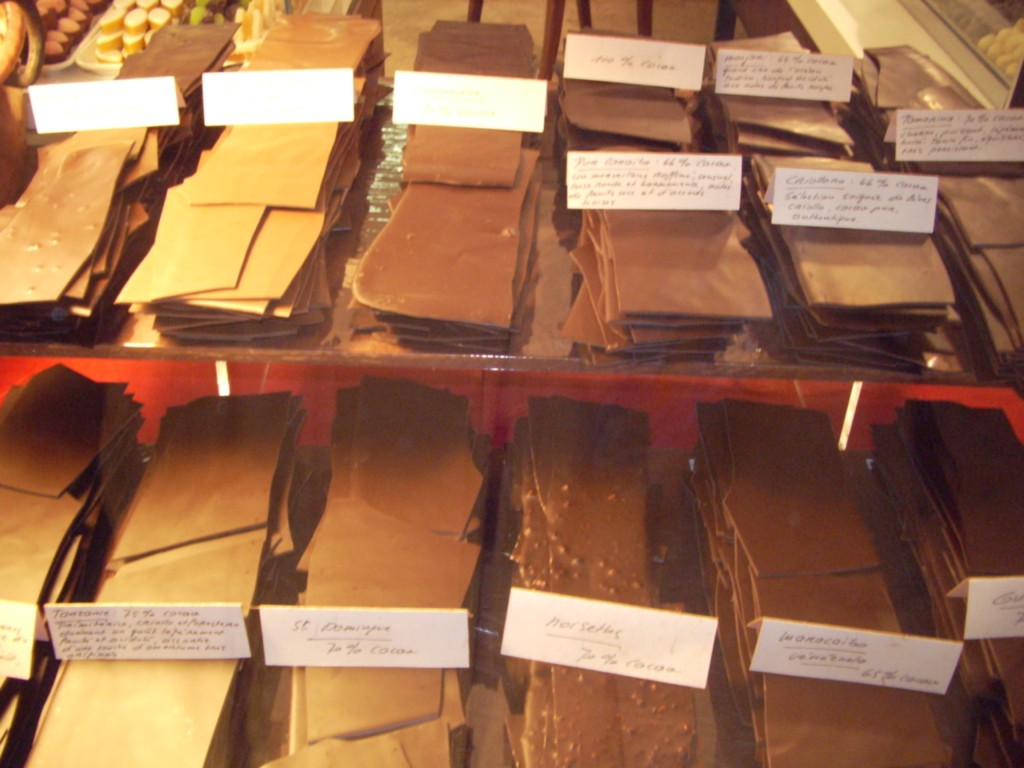
Photo d'une boutique de chocolats à Neuchâtel.

Le chocolat suisse est une spécialité gastronomique de la Suisse. Avec 18 entreprises de l’industrie chocolatière suisse qui emploient 4 400 personnes et qui réalisent un chiffre d'affaires d'1.69 milliards de francs suisses sur le marché helvétique (la moitié des ventes est faite à l'étranger) en 2011, le chocolat suisse est l'un des symboles de la qualité de ce pays dans le monde. La Suisse détient la première place du classement mondial pour la consommation de chocolat devant l'Allemagne et le Royaume-Uni avec une consommation annuelle moyenne de 11,9 kilogrammes par habitant en 2011.

## Histoire
L'histoire du chocolat suisse remonte à la fin du XVIIe siècle. En Europe, à cette époque, le cacao est uniquement apprécié comme une boisson de luxe agrémentée d’épices et de miel pour les familles royales et les aristocrates. Une anecdote veut qu'en 1679, le maire de Zurich, Henri Escher, goûte avec délice sa première tasse de chocolat chaud à Bruxelles et décide d'en exporter la recette en Suisse qui est devenue aujourd'hui le principal concurrent du chocolat belge. Cependant le Conseil de Zurich, cité protestante, interdit la consommation du cacao réputé aphrodisiaque en 1772 et la première boutique n'ouvre ses portes à Berne qu'en 1792.
Les confiseurs suisses s’approprient progressivement sa recette pour l’intégrer à leurs créations, apprenant leur métier des cioccolatieri italiens, tel François-Louis Cailler à Turin. La Suisse contrôlant plus de la moitié du marché mondial des exportations de chocolat au début du XXe siècle (40 000 tonnes en 1918) grâce au chocolat au lait inventé par Daniel Peter, les maîtres chocolatiers suisses se distinguent alors par leurs innovations et leur esprit d'entrepeneuriat :
- Philippe Suchard crée en 1826 le broyeur à rouleaux
- Charles-Amédée Kohler invente en 1830 le chocolat aux noisettes
- Henri Nestlé et Daniel Peter mettent au point la recette du chocolat au lait en 1875
- Rodolphe Lindt invente en 1879 la conche, machine à malaxer pour l'obtention d'un chocolat fondant dit « surfin »

## Les marques et chocolatiers
- Camille Bloch
- Barry Callebaut
- Cailler
- Favarger
- Frey
- Läderach (Champion du monde des maitres chocolatiers 2018)[7]
- Lindt & Sprüngli
- Maestrani
- Peter, Cailler, Kohler, Nestlé
- Suchard
- Ovomaltine
- Villars